# Kingo Sunen
Sri Lakshmi (Kingo Sunen) es un personaje que aparece en los cómics publicados por Marvel Comics. Apareció por primera vez en The Eternals #11 (mayo de 1977),  creado por Jack Kirby. Es presentado como un miembro de los Eternos, una raza ficticia en el universo Marvel.
El actor pakistaní Kumail Nanjiani interpreta a Kingo Sunen en el Universo Cinematográfico de Marvel, debutando primero en la película Eternals.

## Historial de publicación
Creado por Jack Kirby, Kingo Sunen apareció por primera vez en The Eternals #11 (mayo de 1977). Al igual que todos los demás Eternos, Kirby lo creó como una mezcla de ciencia ficción con mitología clásica, de manera similar a lo que hizo cuando creó a los Nuevos Dioses para DC Comics en 1971.

## Biografía
Al igual que todos los demás Eternos, él fue creado por los Celestiales hace alrededor de un millón de años en la Tierra, en la época de la humanidad primitiva. Al igual que otros de su especie, fue creado como resultado de los numerosos experimentos genéticos que los Celestiales realizaron en la Tierra-616. Otro de estos experimentos son los desviados Deviants, que también son los principales antagonistas de los Eternos.
Kingo pasó siglos en Japón aprendiendo los caminos de los samurái, y es uno de los espadachines más hábiles del planeta. En la actualidad, ha demostrado sus habilidades para convertirse en una gran estrella de cine de acción en Japón.
Más tarde volvió a aparecer, después del borrado de la mente de Sprite de los Eternos, una vez más, como un importante ícono del cine japonés, ahora actor, director y productor, que está haciendo una película en San Francisco protagonizada por Blob, al verse atraídos al Soñador Celestial.

## Poderes y habilidades
Sri presumiblemente tiene todos los poderes típicos de los Eternos: la inmortalidad, la súper fuerza, el vuelo, la proyección de energía y la manipulación molecular. Sin embargo, él evita el uso de estos poderes en la batalla, prefiriendo luchar de la manera tradicional de los Samurái. Sri usa una espada forjada por Phastos que puede cortar casi cualquier material.

## En otros medios

### Universo cinematográfico de Marvel
- Sri Lashkmi (Kingo Sunen) es interpretado por el actor Kumail Nanjiani en la película de 2021, The Eternals.[6] Es un Eterno que puede proyectar proyectiles de energía cósmica de sus manos y fue enviado a la Tierra con otros Eternos para salvar a la humanidad de los Deviantes. El grupo se disolvió para seguir con sus vidas. Sri se convirtió en un actor de Bollywood asumiendo la identidad de actores durante años. Sri se unió al equipo con su camarógrafo llamado Karun para ayudar a sus amigos a evitar la destrucción del planeta y reunieron a todo el equipo. Kingo sufrió por la muerte del Olvidado. Cuando Ikaris reveló saber sobre el ascenso de Tiamut, Sri y Karun abandonaron la misión. Poco después, Sri prometió llevar a Sprite a la escuela hasta que él, Phastos y Sersi fueran secuestrados por Arishem.[7][8]
- Una variante alternativa de Kingo aparece en el episodio de What If...?, "What If... Agatha Went to Hollywood?". Ambientado en una historia alternativa de Hollywood de la década de 1930, mientras Kingo está haciendo su debut en inglés en Cosmic Queen dirigida por Howard Stark, después de que Agatha Harkness absorbiera al resto de los Eternos, Kingo inicialmente lucha contra ella antes de aceptar darle su poder para prevenir el Surgimiento, con Agatha absorbiendo a Tiamut y luego a Arishem, convirtiéndose ella misma en una Celestial. Después de considerar usar este poder para conquistar el mundo, Kingo convence a Agatha de regresar a la Tierra para vivir como una celebridad con él e "inspirar" a la humanidad.[9]

### Videojuegos
- Kingo aparece en Marvel Future Fight.